# Serreta de Can Ferrer
La Serreta de Can Ferrer és una serra situada al municipi del Montmell a la comarca del Baix Penedès, amb una elevació màxima de 530 metres.